# 모스크바-상트페테르부르크 고속철도
모스크바-상트페테르부르크 고속철도(러시아어: ВСМ Москва — Санкт-Петербург)는 모스크바와 상트페테르부르크 사이를 연결하는 러시아의 고속철도이다.
2010년 2월에 러시아 철도는 모스크바 ~ 상트페테르부르크 구간에 유럽 기준에 맞춰 고속철도를 건설하는 것을 발표했다. 기존에 운행하고 있던 모스크바-상트페테르부르크 철도에 최고 영업 속도 250km/h 이상 주행이 불가능하면서 신선 건설을 추진하고 있으며 새로 건설될 예정인 러시아 궤간인 1,520mm로 건설될 예정이다. 같은 해 4월에 최고 영업 속도 400km/h로 주행을 목적으로 건설을 추진하고 있다. 건설이 완공되면 연간 1,400만명의 승객이 이 노선을 이용할 것이며 소요 시간은 2시간으로 단축될 예정이다.

## 같이 보기
- 삽산
- 모스크바-카잔 고속철도
- 모스크바-베이징 고속철도
- 모스크바-상트페테르부르크 철도
- 러시아의 고속철도